# بورسله
بورسله (به هلندی: Borsele) یک شهرستان در هلند است که در زیلاند واقع شده‌است. بورسله ۲ متر بالاتر از سطح دریا واقع شده‌است.

## خواهرخوانده
شهر کوئکولبرگ خواهرخواندهٔ بورسله هست.